# Fritz Kränzlin
Fritz Kränzlin (de son nom de baptême Friedrich Wilhelm Ludwig Kränzlin, ou Kraenzlin), né le 25 juillet 1847 à Magdebourg et mort le 9 mars 1934 à Krüssau, est un botaniste allemand.

## Biographie
Il naît à Magdebourg en 1847. Il est Doctor Philosophiæ à l'université de Berlin en 1891. Il marqua son époque dans le domaine de l'étude des orchidées, notamment celles d'Afrique du Sud. Après Reichenbach, dont il fut le continuateur, il se voua à leur étude, décrivant de nouvelles espèces et révisant les genres. Son compendium intitulé Orchidacearum Genera et Species ne fut jamais achevé, mais le volume à propos des genres Habenaria, Disa, et Disperis le fut en 1901. Il fut associé au musée d'histoire naturelle de Londres.
Il meurt en 1934 à l'âge de quatre-vingt-six ans.

## Quelques publications
- Reichenbach, H. G.; Kränzlin, F. W. L.; Xenia Orchidacea. Beiträge zur Kenntniss der Orchideen
- 1897. Orchidacearum genera et species, ASIN B0014JHUH2
- 1907. Scrophulariaceae-Antirrhinoideae-Calceolarieae, etc., Das Pflanzenreich. Hft. 28, ASIN B0014JE4TY
- 1907 Pfitzer, Ernst Hugo Heinrich; Kraenzlin, Friedrich Wilhelm Ludwig, Orchidaceae Monandrae - Coelogynina,
- 1907 Pfitzer, Ernst Hugo Heinrich; Kraenzlin, Friedrich Wilhelm Ludwig, Orchidaceae Monandrae - Thelasinae,
- Kraenzlin, Friedrich Wilhelm Ludwig, Das Pflanzenreich. Regni vegetabilis conspectus, im Auftrage der Preuss. Akademie der Wissenschaften / herausgegeben von A. Engler ; [Heft 83] IV. 50. « Orchidaceae-Monandrae-Pseudomonopodiales mit 101 Einzelbildern in 5 Figuren » / von Fr. Kränzlin. Leipzig : Verlag von Wilhelm Engelmann (Druck von Breitkopf & Härtel in Leipzig).
- 1921. Monographie der Gattungen Masdevallia Ruiz et Pavon, Lothiania Kraenzl., Scaphosepalum Pfitzer, Cryptophoranthus Barb. Rodr., Pseudoctomeria Kraenzl, in Repertorium specierum novarum regni vegetabilis, Beihefte, Bd. 34, ASIN B0014JHUAO
- 1931. Orchidacearum Sibiriae enumeratio, in Repertorium specierum novarum regni vegetabilis, Beihefte, Bd. 65, ASIN B0014JLC6C